# 船舶载重线

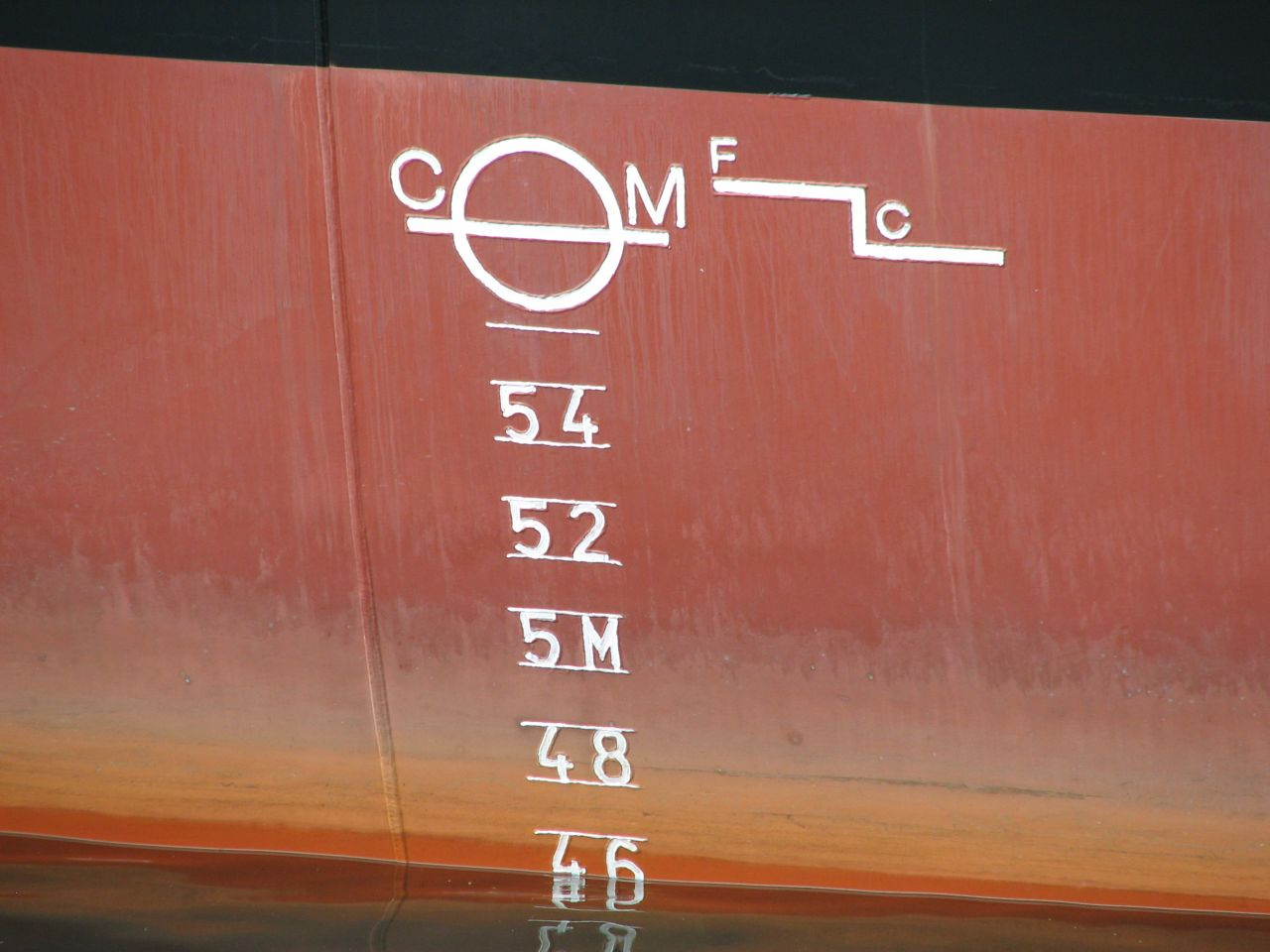
船体上的船舶载重线

船舶载重线是人們在船体表面刻出的線，而且這一線与船体表面和水面接触時的线重合。人們刻船舶载重线的目的是用來表示船舶裝載某一重量的貨物時水面所處的位置。